# FREE DEAL TWIN JOKER'S
FREE DEAL TWIN JOKER'S（フリーディールツインジョーカーズ）はシグマ（現KeyHolder）社が製造・販売しているメダルゲームのポーカーマシンである。
プログレッシブ機能を搭載させることができ、何台ものマシンと通信させることが可能。

## 概略
この機種はトランプ1組54枚（ジョーカー2枚含む）使用でカードのチェンジができない、いわゆるスタッドポーカーである。しかしフリーゲームのフィーチャーにより高額配当も夢ではないため、ポーカー初心者から熟練者まで幅広く人気があり、現在でも数多くの店舗で稼動している。
プログレッシブ機能が搭載されてある場合MAXBETし一定以上の役が成立すると、プログレッシブ配当を獲得できる。配当は誰かが役を獲得するまで上昇し続け、獲得すると初期設定値に戻る。小数点未満は切り上げられる。
本機はゲーム基板上にあるディップスイッチにより設定を変更することができ、ペイアウト率も基板上にあるジャンパーピンから変更することができる。ペイアウト率の設定を変更した場合、配当やプログレッシブ値の増分が変化する。特に、最低設定時のフリーゲーム回数は上から順にFG=100/35/25/8/4となり、プレイヤーが容易に設定変化を読み取ることができるため、安易なペイアウト率の変更は行うべきではない。

## フリーゲーム
同色絵札が3枚か、絵札が4枚以上出現することで役が成立時の配当が倍に、役がなくてもベット枚数が獲得できるフリーゲームに突入する。但しジョーカーは絵札に含まれない。
以下はデフォルトの設定での回数である。
| 条件          | 回数  |
| ------------- | ----- |
| 同色絵札5枚   | 100回 |
| 色違い絵札5枚 | 40回  |
| 同色絵札4枚   | 25回  |
| 色違い絵札4枚 | 10回  |
| 同色絵札3枚   | 5回   |

## 役と配当
以下はデフォルトの設定での配当。ロイヤルフラッシュはジョーカーが含まれていても構わない。プログレッシブ機能搭載でMAXBET(5枚)の場合は以下の通り。
| 役                       | 配当  | MAXBET時の配当          |
| ------------------------ | ----- | ----------------------- |
| ファイブカード           | 500倍 | 2500枚+MAXBET毎に0.05枚 |
| ロイヤルフラッシュ       | 250倍 | 1250枚+0.03枚           |
| ストレートフラッシュ     | 50倍  | 250枚+0.035枚           |
| フォーカード・フルハウス | 10倍  | 40枚+0.24枚             |
| ストレート・フラッシュ   | 8倍   | 32枚+0.335枚            |
| スリーカード             | 3倍   | 12枚                    |
| ツーペア                 | 2倍   | 8枚                     |
| ジョーカーエニシング     | 1倍   | 4枚                     |